# Либохорська сільська рада
Либохорська сільська рада — колишній орган місцевого самоврядування у Турківському районі Львівської області. Адміністративний центр — село Либохора.

## Загальні відомості
Либохорська сільська рада утворена в 1939 році. Водоймища на території, підпорядкованій даній раді: річка Либохірка.

## Населені пункти
Сільській раді підпорядковані населені пункти:
- с. Либохора

## Склад ради
Рада складалася з 16 депутатів та голови.

### Керівний склад попередніх скликань
| ПІБ                            | Основні відомості                                                             | Дата обрання | Дата звільнення |
| ------------------------------ | ----------------------------------------------------------------------------- | ------------ | --------------- |
| Коліщак Микола Васильович      | Сільський голова, 1960 року народження, освіта середня загальна, безпартійний | 26.03.2006   | 31.10.2010      |
| Коліщак Микола Васильович      | Сільський голова, 1960 року народження, освіта середня загальна, безпартійний | 31.10.2010   | 14.02.2014      |
| Комарницький Степан Васильович | Сільський голова, 1968 року народження, освіта вища, безпартійний             | 25.05.2014   |                 |

Примітка: таблиця складена за даними джерела